# Malcolm Longair
Malcolm Sim Longair, CBE, FRS (nascut el 18 de maig de 1941) és un físic britànic. De 1991 a 2008 va ser professor de Filosofia Natural de Jackson en el Laboratori Cavendish a la Universitat de Cambridge.

## Educació
Va néixer el 18 de maig de 1941, i educat a la Morgan Academy, Dundee, Escòcia. Es va graduar en física electrònica al Queen's College, Dundee, que més tard es va convertir en la Universitat de Dundee, però aleshores el 1963 formava part de la Universitat de St Andrews. Es va convertir en un estudiant de recerca en el Radio Astronomy Group del Laboratori Cavendish, Cambridge, on va completar el seu doctorat el 1967.

## Carrera
De 1968 a 1969, va ser un visitant d'intercanvi de la Royal Society amb l'Institut Lebedev de l'Acadèmia de Ciències de l'URSS, on va treballar amb academics V.L. Ginzburg i Ia. B. Zialdovitx.
Ell va dur a terme una beca de la Comissió reial per a l'exposició de 1851 a partir del 1966 fins al 1968 i era un company del Clare Hall, Cambridge de 1967 a de 1980. Ha estat professor visitant a l'Institut Tecnològic de Califòrnia (1972), l'Institut d'Estudis Avançats de Princeton (1978), del Harvard-Smithsonian Center for Astrophysics (1990) i l'Space Telescope Science Institute (1997). De 1980 a 1990, va ocupar els llocs conjunts d'Astrònom Reial d'Escòcia, Regius Professor d'Astronomia de la Universitat d'Edimburg i Director de l'Reial Observatori d'Edimburg. És Professor i Vicepresident de Clare Hall, Cambridge. Va ser sotsdirector del Laboratori Cavendish, encarregat de l'ensenyament de la física entre 1991 i 1997, i cap del Laboratori Cavendish entre 1997 i 2005.

## Recerca
Els principals interessos de recerca de Longair es troben en els camps de l'astrofísica d'alta energia i la cosmologia astrofísica. Ha escrit vuit llibres i nombrosos articles sobre aquest treball. La seva publicació més recent és la segona edició de Theoretical Concepts in Physics (Conceptes teòrics en física), publicat al desembre de 2003. Els seus altres interessos inclouen música, caminades per la muntanya (completar els Munros el 2011), art, arquitectura i golf.A 2016 A partir de 2016 és l'editor en cap de la Biographical Memoirs of Fellows of the Royal Society i ha escrit biografies de John E. Baldwin, Vitali Guínzburg Brian Pippard i Geoffrey Burbidge.

### Selecció de publicacions
Llibres
- High Energy Astrophysics: Volume 1, Particles, Photons and their Detection. 3rd.  Cambridge University Press, 2011, p. 888. ISBN 0521756189. 2nd: pbk, 1992, 440pp., ISBN 0521387736
- The Cosmic Century: A History of Astrophysics and Cosmology.  Cambridge University Press, 2006, p. 565. ISBN 0521474361.
- High Energy Astrophysics: Volume 2, Stars, the Galaxy and the Interstellar Medium. 2a edició.  Cambridge University Press, 1994, p. 412. ISBN 0521435846.
- Theoretical Concepts in Physics: An Alternative View of Theoretical Reasoning in Physics.  Cambridge University Press, 1984, p. 384. ISBN 0521255503. revised and enlarged 2nd edition: 2003, 588pp., ISBN 0521821266
- Our Evolving Universe. 2a edició.  Cambridge University Press, 1996, p. 384. ISBN 0521550912.

Articles
L'any 2014 havia publicat 298 articles.
- Longair, Malcolm S «Maxwell and the science of colour». Philosophical Transactions of the Royal Society A, Mathematical, physical, and engineering sciences, 366, 1871, 2008, p. 1685–96. DOI: 10.1098/rsta.2007.2178.

Durant la seva carrera ha supervisat nombrosos estudiants de doctorat, entre aquests Stephen Gull, Simon Lilly i John Peacock

## Premis i honors
Longair ha rebut nombrosos premis, entre aquests:
- 1986 - el primer Britannica Premi per la Disseminació d'Aprendre i l'Enriquiment de Vida dins febrer 1986.
- 1990 - Dins desembre 1990, va repartir la sèrie de Conferències de Nadal d'Institució Reials per Persones Joves a la televisió en el tema 'Els Orígens del nostre Univers'.
- 1991 - De 1991 a 1992 sigui President de la Secció de Física de l'Associació britànica per l'Avenç de Ciència.
- 1994 - va Atorgar el 1994 Premi de Ciència del Saltire Societat-Banc Reial d'Escòcia premi Anual.
- 1994 - President del Gemini Tauler, el projecte internacional per construir telescopis de 8 metres en els hemisferis del nord i del sud, pels anys 1994 i 1995.
- 1995 - Dins 1995, sigui Selby Company de l'Acadèmia australiana de Ciència i va agafar una manifestació de conferència va titular sóceasuring el Fundamentals' al voltant totes les capitals estatals d'Austràlia.[12]
- 1995 - President de l'Institut de Ciència de Telescopi Espacial Consell per 1995-6.
- 1996 - President de la Societat Astronòmica Reial 1996-8.
- 2000 - va Atorgar el CBE en el 2000 Any Nou Llista d'Honors.
- 2004 - Elegits un Company de la Societat Reial (FRS).[13]